# Solen pseudolinearis
Solen pseudolinearis is een tweekleppigensoort uit de familie van de Solenidae. De wetenschappelijke naam van de soort is voor het eerst geldig gepubliceerd in 2002 door Cosel.